# Вєтошніков Костянтин Ігорович
Костянтин Ігорович Вєтошніков (нар. 07 лютого 1972, Уфа) — французький богослов та історик-візантініст, доктор теології та історичних наук, релігійно-церковний дисидент, опонент та опозиціонер офіційному курсу Московської Патріархії.

## Біографія, церковно-громадська діяльність
Народився в Уфі в родині службовця.
Став відомим, як церковний історик та візантініст.
У 2018-2019 роках займався історико-канонічним обгрунтуванням щодо відміни томосу 1686 року, та надання автокефалії для ПЦУ з боку Константинопольского Патріархату.  Зокрема, Вєтошніков, та у співаторстві з ним Деркач Тетяна Анатоліївна видали у 2018 році книгу під назвою: «Передача» Київської митрополії Московському патріархату у 1686 році. Бібліотека журналу «Пам‘ятки України», – Серія "Народна бібліотека". 2018. №6.
Публікаторами ряду джерел, котрі лягли в основу документальної публікації КПЦ, стали опозиційні до Кремля та РПЦ історики та релігійні дисиденти: Ченцова Віра Георгіївна, та Вєтошніков Костянтин Ігорович. З віднайдених та оприлюднених ними джерел виходить, що було лише дозволено поставлення київського митрополита у Москві за дозволом константинопольського патріарха. Документи, опубліковані Константинопольським патріархатом у 2018 році, свідчать що Київська митрополія, на основі якої виникла Українська церква, в канонічну територію Московського патріархату ніколи не передавалася.
У 2019 році активно підтримав сам факт утворення ПЦУ та відповідний Томос про автокефалію Православної церкви України, виданий від Константинопольського Патріархату 6 січня 2019 року. Зокрема, разом з іншим вченим-візантіністом з Парижу - Вірою Ченцовою став учасником міжнародної конференції «Юрисдикційний статус Київської православної митрополії у 1686 році: богослівʼя, канонічне право та культурно-історичний контекст», яка відбулася 31 січня 2019 р. у Митрополичих палатах Національного заповідника «Софія Київська».
Як підкреслював Вєтошніков, тимчасову передачу Київської митрополії під омофор Константинополя 1686 року було здійснено тільки з пастирських міркувань і через політичну ситуацію в регіоні. Цей дозвіл було дано як довіреність, як екзарху (представнику), і тільки для адміністрування. Ймовірно, з цієї причини патріарх Діонісій після відходу з патріаршої кафедри називає патріарха Московського «екзархом»... Київська митрополія не повинна була бути інтегрована в адміністративну систему Російської Церкви. Незважаючи на те, що збереження канонічних прав Вселенського престолу щодо митрополії не сформульовано чітко, тексти не скасовують їх.

## Освіта
Навчався на лікувальному факультеті Башкирського Державного Медичного Інституту.
У 1993 році закінчив Московську Духовну Семінарію і в 1996 році Московську Духовну Академію зі ступенем кандидата богослов'я (дисертація на тему «Історія Константинопольського Патріархату в ХХ столітті»).
У 1999 році закінчив курси грецької палеографії Центру Агіологічних Досліджень у Салоніках і отримав диплом палеографії.
У 2001 році захистив дисертацію доктора теології богословського факультету Арістотелівського університету в Салоніках,  на тему «Християнство в Криму до приєднання до Росії в 1783 році».
2003 року в Університеті Paris-1 Panthéon Sorbonne отримав ступінь магістра візантійської історії.
У 2010 році захистив дисертацію доктора історії при Практичній школі вищих наук (L'École Pratique des Hautes Études - EPHE) у Парижі на тему «Дипломатика Руської церкви (988-1448 рр.), візантійські впливи та оригінальні тенденції».

## Наукова діяльність
Із 2005 року є науковим співробітником Візантійської Бібліотеки Коледжу Франції. Викладав у Національній Школі Хартій (Париж), у Паризькому Католицькому Інституті. 
З 2007 року працює асистентом кафедри церковної історії у Свято-Сергіївському Богословському Інституті в Парижі.
Від 2022 року викладає старослов'янську та давньоруську мови в Інституті Рідкісних Мов при Практичній Школі Вищих Студій (Париж), від цього ж року є запрошеним професором у Папському Східному Інституті в Римі (візантійська та поствізантійська церковна історія).
Всесвятішим Вселенським Патріархом Варфоломієм удостоєний титулу архонта ієромнімона Великої Христової Церкви.

## Українознавчі праці українською мовою
1. Константинопольський Патріархат в історії України: минуле, сучасне, майбутнє. Київ, 2017 (співредактор).
2. «Передача» Київської митрополії Московському патріархату у 1686 році. Бібліотека журналу «Пам‘ятки України», – Серія "Народна бібліотека". 2018. №6;
3. "Передача" Київської митрополії Московському патріархатові у 1686 році: канонічний аналіз  // Юрисдикційний статус Київської православної митрополії у 1686 році: богослівʼя, канонічне право та культурно-історичний контексті / За заг. ред. О. Сагана. – К., 2019;
4. У 1686 році не було передачі Київської митрополії Московському патріархату  // Україна. Пам'ять боротьби: збірка статей. - Львів, 2021. С. 55-137;
5. Чи насправді у 1686 році відбулася зміна юрисдикції Київської митрополії?  // Журнал "Церква і суспільство", 2024, № 1(3). С. 20).

## Основні праці іноземними мовами
1. Ветошников К. История Константинопольского Патриархата в ХХ веке. Диссертация на соискание ученой степени кандидата богословия. Сергиев Посад, 1996
2. Konstantinos Vetochnikov. К истории Евфимовского раскола в Константинополе. Встреча, 1998, 1 (7), pp.52-55.
3. Diplômatique de l'Eglise russe (988-1448): influences byzantines et développements originaux.Vetochnikov, Konstantinos. - [Paris, Ecole Pratique des Hautes Etudes] (2010)
4. Konstantinos Vetochnikov. Опыт классификации актов Русской митрополии до ее отделения от Константинополя. Проблемы дипломатики, кодикологии и актовой археографии, Материалы XXIV Международной научной конференции, Москва, 2-3 февраля 2012 г., pp.218-220,
5. Le Pittakion patriarcal de l'automne 1381 aux habitants de Novgorod, et sa version slavonne.Vetochnikov, Konstantinos. (2013) - In: The Register of the Patriarchate of Constantinople p. 43-58
6. La politique religieuse des autorités Génoises vis-à-vis de la métropole de Caffa (Crimée, 15ème siècle). Vetochnikov, Konstantinos. (2013) - In: Réduire le schisme? Ecclésiologies et politiques de l'Union entre Orient et Occident p. 261-276
7. Le titre officiel des métropolites russes au Moyen Âge // Le patriarcat Œcuménique de Constantinople et Byzance hors frontières (1204–1586): Actes de la table ronde organisée dans les cadre du XXIIe Congrès international des études byzantines, Sofia, 22–27 août 2011 / Éd. M-H. Blanchet, M.-H.Congourdeau, D. I. Mureşan. Paris, 2014 P. 273-308;
8. Le pouvoir de I 'empereur byzantin sur l'Eglise Russe (d'après les actes patriarcaux) Vetochnikov, Konstantinos. (2015) - In: Byzantium as bridge between West and East p. 131-156
9. Ветошников К., Ответ на аргументы представителей РПЦ о „полной передаче” Москве юрисдикции над Киевской митрополией в 1686 г. https://credo.press/221236/
10. La «concession» de la métropole de Kiev au patriarche de Moscou en 1686: Analyse canonique // in Proceedings of the 23rd International Congress of Byzantine Studies, 22–27 August, 2016 Round table «Les frontières et les limites du Patriarcat de Constantinople». Abstracts. Belgrade, 2016 P. 37–41.
11. Le pouvoir et les fonctions des métropolites russes d 'après les actes patriarcaux. Vetochnikov, Konstantinos. (2017) - In: The Patriarchate of Constantinople p. 333-350
12. " Adorateur du feu ": Olgierd, grand-duc de Lituanie vu par le Patriarcat oecuménique. Vetochnikov, Konstantinos. (2019) - In: La vertu des païens p. 429-444
13. Marie-Hélène Blanchet et Konstantinos Vetochnikov. Les usages et les significations du terme « autocéphale » (αὐτοκέφαλος) à Byzance // Autocéphalies : l'exercice de l'indépendance dans les Églises slaves orientales (IXe-XXIe siècle), éd. M.-H. Blanchet, F. Gabriel et L. Tatarenko, Rome 2021.
14. Marie-Hélène Blanchet et Konstantinos Vetochnikov. La notion d’Églises « mère » et « fille » dans l’ecclésiologie byzantine// Autocéphalies : l'exercice de l'indépendance dans les Églises slaves orientales (IXe-XXIe siècle), éd. M.-H. Blanchet, F. Gabriel et L. Tatarenko, Rome 2021.
15. The Patriarchate of Constantinople and Russian Countries in the Middle Ages. Vetochnikov, Konstantinos. (2021) - In: A Companion to the Patriarchate of Constantinople p. 183-203
16. Analyse de l'acte du concile de Florence. Vetochnikov, Konstantinos. (2021) - In: Le Concile de Florence (1438-39). Une relecture œcuménique p. 49-56
17. Charis Messis, Le corpus nomocanonique oriental et ses scholiastes du xiie siècle : les commentaires sur le concile in Trullo, 691-692, Paris, Centre d’études byzantines, néo-helléniques et sud-est européennes, École des hautes études en sciences sociales, CéSor (Dossiers byzantins, 18/1), 2020 [Full text] Published in Cahiers de civilisation médiévale, 260 | 2022
18. Le terme geron /starets dans les actes du Patriarcat Œcuménique (époques byzantine et ottomane) / Термін geron /старець в актах Вселенського Патріархату (візантійська та османська епохи) (K. Vetochnikov / К. Ветошніков) // Charity and old age in Ukrainian and Moldavian lands: To the 300th anniversary of the birth of St. Paisiy Velichkovsky (1722-1794). 9 November 2022, Conference. Organisée par l’École Pratique des Hautes Études (Paris) en collaboration avec l'Institut d'histoire de l'Ukraine de l'Académie nationale des sciences de l'Ukraine (Kyiv) et l'Institut international pour l'héritage athonite (Kyiv).